# 2019冠状病毒病长期综合症
2019冠状病毒病长期综合症（英語：Post-COVID-19 syndrome）又称COVID后综合征、新冠病毒感染后遗症（PASC），俗称“长新冠”、“長期新冠”（long COVID），是首次感染导致COVID-19的病毒4周或更长时间后，任何仍有的症状、新发的、复发的症狀或持续的健康问题。2020年的一项统计显示其中约2.3%的新型冠状病毒感染者的长期症状长达12周或更长。 美国疾病控制与预防中心一项研究显示，美国大约19%成年新冠感染者表现出长期症状；荷兰一份调查表明在排除未受新冠病情影响对照组的类似症状频率后，约12.7%新冠感染者会在其后出现长期症状。后COVID-19综合症被列入国际疾病分类（ICD-10），表述为COVID-19后状况。
2020年12月，英国国家卫生研究院（NIHR）提出了以下后COVID-19综合症的病情分类：
- 急性COVID-19（症状持续时间长达 4周）
- 持续的有症状的COVID-19（症状持续 4至 12周）
- 后期综合症（症状持续 12周以上，无法用其他诊断来解释，能够随时间变化，消失和重新出现，影响许多身体系统）

而“长期COVID”包括后两者，即任何急性期后（4周以后）持续或新发的症状期。
世界卫生组织（WHO）对后COVID-19综合症的臨床個案定義为：
后COVID-19病症发生在有可能或确认的SARS-CoV-2感染史的人身上，通常在发病后3个月，症状至少持续2个月，并且不能用其他诊断来解释。常见的症状包括但不限于疲劳、呼吸急促和认知功能障碍，一般对日常功能有影响。症状可能是从急性COVID-19发作的最初恢复后新发的，或从最初的疾病中持续存在。症状也可能随着时间的推移而波动或复发。
2023年起，国际长期新冠意识组织（International Long Covid Awareness, ILCA）将每年3月15日定为长期新冠意识日（Long Covid Awareness Day）。

## 症状
长期症状一般包括以下问题，以周期或持续的方式发生：
- 麻痹性虚弱[17]，呼吸短促，呼吸不全或困难，睡眠呼吸暂停，胸痛[18]
- 头痛、肌痛、神经系统和关节疼痛[19][20]
- 味觉丧失，嗅觉丧失，气味/味道的扭曲
- 脱发，牙齿脱落，颌骨腔内有囊性肿块
- 皮肤上的血管和脉管炎表现，其他皮肤反应（广泛的崩溃，毛细血管网）
- 血压和脉搏突然飙升，心律失常，心动过速（包括直立性心动过速）[18]，眩晕
- 认知障碍（记忆力下降，脑雾[21]，空间迷失方向，焦虑和惊恐发作）
- 胃肠道不适，腹泻，以周期方式发生，与饮食或药物摄入无关[22][23]
- 长期的亚热，或体温过低（英语：hypothermia），或体温飙升
- 在少数情况下，吉兰-巴雷综合症[24]
- 其他许多特定的症状[25][26]

发生于少年儿童的症状包括胸闷和疼痛、鼻塞、疲倦、注意力难以集中和肌肉疼痛。

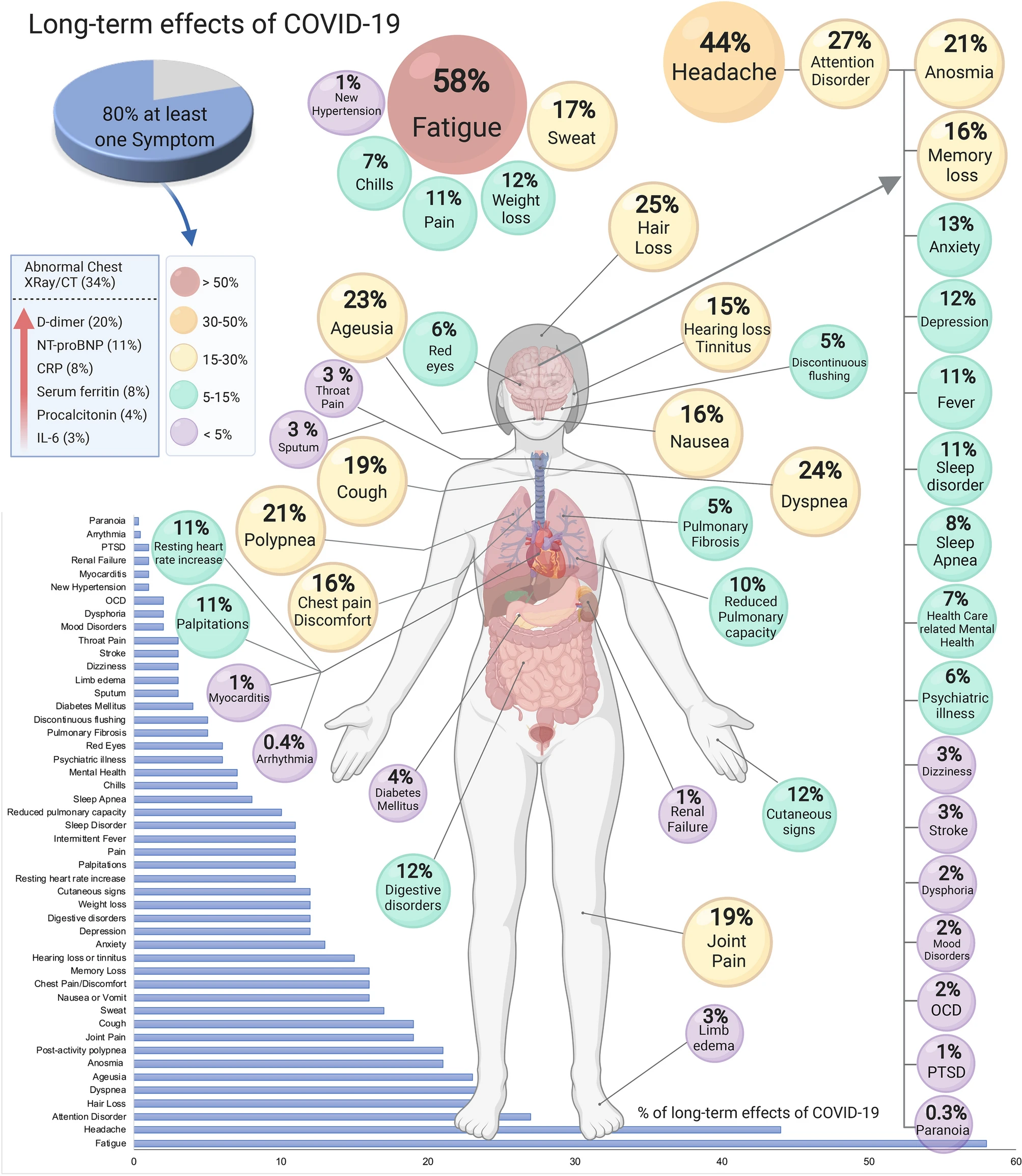
一项研究发现有50多个长期症状有可能在2019冠状病毒病患者身上产生持续影响。

## 风险因素与保护因素

### 风险因素
根据伦敦国王学院2020年10月21日最初发布的一项研究，长期COVID的风险因素可能包括：
- 年龄：特别是50岁以上的人
- 过重的体重
- 哮喘
- 合并症因素：在感染COVID-19的第一周，报告超过五个症状（如超过咳嗽、疲劳、头痛、腹泻、嗅觉丧失）

2022年5月发表的一篇论文指出，2019冠状病毒病长期综合征的发病具有性别差异，女性群体比男性群体更为易感。

### 保护因素
据研究，接種2019冠状病毒病疫苗可减少突破性感染后有长期症状的风险。对治疗药物减少长期症状效果的研究，目前正在进行。一项在美国退伍军人中间进行的初步研究结果显示，抗病毒药物奈玛特韦/利托那韦的及时应用可减少患者长期COVID风险约25%。

## 流行病学
根据加州大学洛杉矶分校2022年4月7日发布的统计，有近 30%确诊且接受治疗的病患，出现了长期COVID；不论是染疫后 30日或持续 60日以上的症状，最常见者均为疲劳（73.2% vs. 31.4%），次常见者均为气促（63.6% vs. 13.9%）。女性比男性容易出现长新冠，可能是因自体免疫问题；此外，年龄、住院、发病第一周有大于5个症状，均易产生长新冠。

### 美国
美国疾病控制与预防中心于2022年5月发表的一项报告称，在美国，五分之一的18-64岁的幸存者会经历可能由先前他们的冠病感染所引起的长期症状，四分之一的65岁以上的幸存者会经历可能由先前的冠病感染所引起的冠病感染所引起的长期症状。但KFF指出，统计数据显示，2023年1月16日前的一年中，美国国内2019冠状病毒病长期综合征患者的数量在下降。

### 英国
根据英国国家统计署7月所公布的数据，没有证据表明在调整社会人口特征后，接种三剂疫苗的成年人中Omicron BA.1、OmicronBA.2和Delta变体自我报告2019冠状病毒病长期综合征的可能性有不同。大约4%的三次接种疫苗的成年人报告在感染 OmicronBA.1或BA.2变体12周后经历了2019冠状病毒病长期综合征。

### 香港
据HKFP报道，在香港第五波疫情中，玛嘉烈医院的一位顾问医生所收治的288名儿童中，有50名儿童出现了2019冠状病毒病长期症状，占比接近20%。而香港理工大学在冠病疫情进入奥密克戎大流行时期前所做出的一项研究指出，41.8%的冠病患者会在6个月内出现2019冠状病毒病长期症状。
2023年4月，香港中文大学发布新闻稿称，超过七成患者在确诊超过五个月后仍然有至少一种长新冠症状，长新冠患者中有12%出现生殖系统症状，推算冠病相关的生殖系统症状影响逾四十万港人。

## 可能机制
关于2019冠状病毒病长期症狀的原因有几种假说。目前还不知道为什么大多数人在两到三周内完全康复，而其他人的症状会持续数周或数月之久。尽管导致长期COVID症狀的确切过程仍然未知，但有一些机制已被提出。
2021年3月的一篇评论文章指出以下病理生理过程是长期COVID的主要原因：
- 病毒感染组织的直接毒性，造成的肺纤维化等器官损伤
- 由于感染后免疫系统失调，导致持续的炎症
- 由病毒诱导的高凝性和血栓形成引起的血管损伤和缺血
- 与SARS-CoV-2对血管紧张素转化酶2承载组织的影响有关的肾素-血管紧张素系统的调节受损

2020年10月，英国国家健康研究所的一项审查假设，持续的长时间COVID症状可能是由四个综合征引起的：
- 对肺部和心脏的永久性损害
- 重症监护后综合症（英语：Post-intensive care syndrome）
- 病毒后疲劳，有时被视为与慢性疲勞症候群（ME/CFS）相同
- 持续的COVID-19症状（英语：Symptoms of COVID-19）

其他可能引起新的或持续症状的情况包括：
- 患者基本康复后，仍有残留的病毒存在于某些器官组织（如肠道、肝或大脑），造成不良影响 [34]
- 由于无效的免疫反应，病毒血症存在的时间比平时长 [46]
- 再度感染（如感染另一种病毒株） [46]
- 由炎症和对感染的强烈免疫反应造成的损害 [46]
- 由于生病导致的锻炼缺乏所引起的多种问题 [46]
- 创伤后应激障碍或其他精神后遗症，[46]特别是在以前有过焦虑、抑郁、失眠或其他精神健康问题的人 [50]
- 病毒可在体内呼吸道之外细胞复制，并可能存活长达数月[51]；病毒的碎片，如蛋白质分子，也可以在体内持续存在几个月。在这种情况下，即使它们不能被复制或感染细胞，也可能以某种方式扰乱身体[52]
- 还有一种可能性是，长期COVID是由免疫系统失控并攻击身体其他部位引起的。换句话说，长期COVID可能是一种自身免疫性疾病[52][53]
- COVID病后一些人皮质醇水平偏低，或与导致慢性疲勞症候群有关[9][54]

## 治疗
2019冠状病毒病长期综合症的正式治疗方案尚未公布。
治疗途径一般是对症治疗。